# Гриценко, Виктор Львович
Виктор Львович Гриценко (фр. Victor de Gritzenko; 1851—1893) — русский дипломат и французский поэт.

## Биография
Внебрачный сын тайного советника князя Льва Викторовича Кочубея, после выхода в отставку из военной службы жившего в своём малороссийском поместье «Диканька». Закончил парижский лицей Бонапарт. С 1878 служил начальником отдела в управлении русского генерал-губернатора в Восточной Румелии, с 1883 — титулярный советник русского посольства в Стамбуле.
В 1886 издал в Париже два малотиражных сборника французских сонетов — Библейские силуэты и Эллада. Античные сонеты — в духе Парнаса. Одно из стихотворений посвящено Леконт де Лилю.

## Публикации
- Silhouettes bibliques. Paris: Librairie des Bibliophiles, 1886
- Hellas. Sonnets antiques. Paris: Librairie des Bibliophiles, 1886